# 프랑스 해외영토부
해외영토부(프랑스어: Ministère des Outre-mer 미니스떼흐 데 우트흐-메흐[*])는 프랑스 정부의 부처이다.

## 역사
원래는 프랑스 해군부 사무국 소속이였으나, 1892년에 식민지부로 새로 설치되었다. 1946년에 정부 정령을 통해서 해외영토부로 개편되었다. 해외 레지옹, 해외 데파르트망, 해외 집합체를 아우르는 해외 프랑스 지역을 관리한다.

## 구성
- 내무부 및 해외영토부
- 해외영토부 장관 대표단
- 해외영토 총국장(DGOM)
- 해외주둔군(SMA)
- 해외신속대응부(LADOM)

## 같이 보기
- 프랑스의 해외 영토
- 해외 프랑스